# Speak Now (sång)
"Speak Now" är en countrypoplåt framförd av den amerikanska sångerskan Taylor Swift. Sången är skriven av Swift och producerad tillsammans med Nathan Chapman. Den släpptes 5 oktober 2010 av Big Machine Records som en marknadsföringssingel från Swifts tredje studioalbum, Speak Now. Sången bygger på akustisk gitarr och är en berättelse om en person som kraschar sin tidigare kärleks bröllop i ett försök att vinna honom tillbaka. Swift har berättat att hon fick inspiration till att skriva låten efter att hennes vän berättat om att hennes ex-pojkvän skulle gifta sig med någon annan.
Sången hyllades av kritiker för detaljerna i låttexten. "Speak Now" uppnådde åttonde plats på både Canadian Hot 100 och Billboard Hot 100. Det blev Swifts sjätte topp 10-debut på Billboard Hot 100, vilket gjorde henne till artisten med flest topp 10-debuter genom tiderna på den nämnda topplistan.

## Bakgrund
"Speak Now" är skriven av Swift, liksom resten av låtarna på hennes tredje album. Sången är inspirerad av en av hennes vänner och tiden tillsammans med en high school-kärlek. Paret hade gått skilda vägar efter high school i syfte att de skulle bli tillsammans igen. Även Swift erkände att hon tyckte att det var oundvikligt för dem att återförenas igen. Men en dag berättade Swifts vän att hennes high school-kärlek snart skulle gifta sig med någon annan. "Han hade träffat en tjej som bara var denna hemska, elaka personen som hade fått honom att sluta prata med alla sina vänner och brutit kontakten med sin familj. Hon hade honom helt isolerad" har Swift berättat. Hon frågade sin vän om hon skulle "tala nu". Helt förbryllad bad vännen om en förklaring och Swift svarade "Du vet, storma kyrkan. 'Speak now or forever hold your peace.' Jag går med dig. Jag spelar gitarr. Det blir toppen." Swifts vän tyckte att idén var rolig.
Efter att ha pratat med sin vän om händelsen blev Swift oroad över hur tragiskt det skulle vara om någon man älskade skulle gifta sig med någon annan. Den natten hade hon en dröm där en av hennes ex-pojkvänner gifte sig med en annan tjej. För henne signalerade detta att hon skulle komponera en låt om att avbryta ett bröllop. Tillbakablickande konstaterade hon, "Jag gillar att tänka på det som gott mot ont. Och den här tjejen är bara helt och hållet — den onda." Swift gav sitt tredje album titeln "Speak Now" då detta var passande för hela albumkonceptet där varje sång är som en bekännelse åt en specifik person.

## Komposition
"Speak Now" har en dominerande sammansättning av popmusik med sammanflätade element av country och ett snabbt tempo med 120 slag per minut. Swifts sångröst börjar i en tystlåten ton som gradvis växer. Sångens instrumentering är baserad på akustisk gitarr, men så småningom har den sitt eget mjuka solo. 
I texten sjunger Swift om att krascha sin tidigare kärleks bröllop, i ett försök att vinna honom tillbaka. De första textraderna tyder på att Swift fortfarande är kär i sin ex-pojkvän och vill se till att han inte gifter sig med fel tjej. Genom sångens verser smyger sig Swift in till bröllopet och beskriver sina observationer, bland annat att den blivande bruden bär en puffig bröllopsklänning, beskriver hennes familj, och en organist som spelar "Bridal Chorus". Framemot slutet av låten ber Swift sin före detta pojkvän att inte framföra sina löften och istället springa iväg med henne. I låtens bridge svarar Swift på prästens ord "Speak now or forever hold your peace" innan hon upprepar de första textraderna av sången. De sista textraderna av sången framförs ur killens perspektiv, han berättar att han var glad att hon var där när prästen sa "Speak now or forever hold your peace" och att de faktiskt sprang iväg tillsammans.

## Mottagande

### Kritiskt mottagande
Simon Vozick-Levinson från Entertainment Weekly ansåg "Speak Now" var en av Swifts bästa sånger. Han sa också att låten var "sakkunnigt catchy". Bill Lamb från About.com sa att sången var "briljant". Han fortsatte, "Sången är söt, rolig, barnslig och vass på en och samma gång. Taylor Swift är fortfarande en av våra mest begåvade unga låtskrivare."

### Listframgångar
Den 23 oktober 2010 gick "Speak Now" in som åtta på Billboard Hot 100-listan efter en försäljning på 217 000 nedladdningar. Med den placeringen på topplistan blev "Speak Now" Swifts sjätte topp 19-debut och Swift blev artisten med flest topp 10-debuter genom tiderna på Billboard Hot 100, vilket överträffar de fem topp 10-placeringar som Mariah Carey uppnådde mellan 1995 och 1998. Låten uppnådde även plats 60 på topplistan Hot Country Songs samma vecka. I Kanada placerade den sig som åtta på Canadian Hot 100 samt som 20:e på en topplista i Australien.

## Låtlista
- Digital nedladdning

1. "Speak Now" (Albumversion) – 4:02

## Topplistor
| Listor (2010)            | Högsta placering |
| ------------------------ | ---------------- |
| Australiens singellista  | 20               |
| Kanadas singellista      | 8                |
| Nya Zeelands singellista | 34               |
| US Billboard Hot 100     | 8                |
| US Hot Country Songs     | 58               |